# Eretris cartargyrea
Eretris cartargyrea är en fjärilsart som beskrevs av Otto Staudinger 1888. Eretris cartargyrea ingår i släktet Eretris och familjen praktfjärilar. Inga underarter finns listade i Catalogue of Life.